# Baltemar Brito

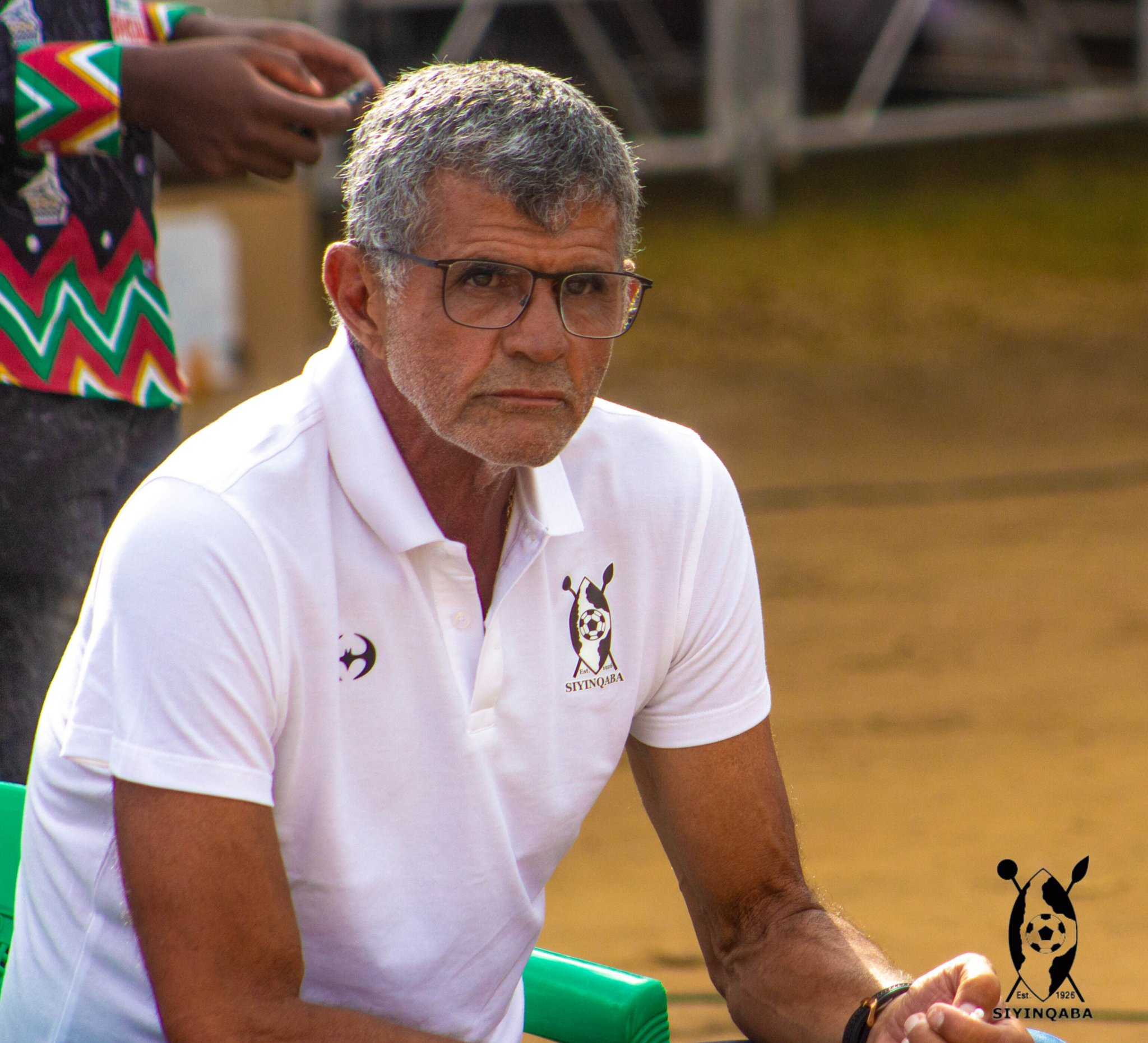

Baltemar José Oliveira Brito, mais conhecido como Baltemar Brito (Recife, 9 de janeiro de 1952), é um treinador e ex-futebolista brasileiro, que atuava como zagueiro. Durante alguns anos foi auxiliar-técnico de José Mourinho. É irmão, por parte de pai, do artista plástico Romero Brito. Atualmente é treinador da Seleção Zimbabuense de Futebol.

## Carreira
Baltemar Brito iniciou sua carreira de jogador no Sport, em 1972. e depois jogou os dois anos seguintes no Santa Cruz, quando depois foi para Portugal, onde atuou em equipes medianas, como: Vitória de Guimarães, Paços Ferreira, Feirense, Paços Ferreira, Rio Ave, Vitória Setúbal, até encerrar a carreira de jogador no Varzim, em 1988. Foi quando começou sua carreira como treinador. Em seguida treinou o modesto Macedo de Cavaleiros. Na temporada 2001-02, no União de Leiria, inicia uma ligação com José Mourinho, onde foi um de seus assistentes durante 7 temporadas (2003 a 2010) sendo responsável por uma parte importante do êxito de José Mourinho no Porto, Chelsea e Internazionale, com tarefas específicas como analisar os adversários e fazer prospecção detalhada de jogadores.
Em 2010, foi convidado a ser treinador do Belenenses, mas devido a divergências com a nova direção do clube, foi demitido sem dirigir. Nesse mesmo ano, comandou o Al-Ittihad da Líbia e devido a crise interna no país, saiu do clube. Depois treinou o Al Dhafra.
Em 2013, esteve no comando do Grêmio Osasco, mas foi demitido em 18 de março de 2013, pelo péssimos resultados na competição.
| “ | Com Mourinho aprendi quase tudo. Eu já era treinador quando fui trabalhar com ele, mas ao seu lado, enriqueci muito como profissional. Mesmo assim, isso não significa que eu vá imitá-lo. Ele tem as suas características e eu não gosto de fotocópias, pois elas nunca saem igual ao original. As nossas equipes serão diferentes, mas os objetivos dos treinos vão estar embutidos naquilo que eu vi e senti com ele no trabalho", disse o técnico, em entrevista . | ” |

Em 2013, voltou ao Al-Ittihad da Líbia. Em 2014 foi para o Espérance da Tunísia e em 2016 foi para a Grécia do AEK Atenas. Esses dois últimos chegou como Auxiliar Técnico.
Em 2023, Baltemar Brito aceitou a oportunidade de treinar a Seleção Zimbabuense de Futebol.